# Ruli
Ruli es troba al centre de Ruanda al districte de Rushashi a unes dues hores en cotxe al nord de la capital del país, Kigali. La majoria d'edificacions es troben a la carena d'un turó de 1950 metres d'altitud. Destaquen pel seu valor de promoció social la Missió de Ruli, l'hospital que duu el mateix nom del poble (en el recompte del ministeri de Sanitat del 2009 ha estat considerat com el millor del país), l'orfenat, l'escola de Ruli (on s'imparteixen els estudis de primària i secundària), l'Església catòlica lligada a la missió, així com les diferents petites esglésies lligades a altres corrents del cristianisme.

## Clima i medi natural
Com a tot Ruanda, a Ruli només hi ha dos tipus d'estacions, les seques i les humides. La humida llarga se situa al principi de l'any europeu, i la humida petita durant la tardor europea. La resta de l'any és estació seca.
Les pluges en la temporada humida acostumen a ser diàries i són sempre molt abundants, ajudant a mantenir la gran flora de la regió. Les muntanyes acostumen a estar sempre verdes, i l'agricultura disposa de terrenys molt fèrtils. Actualment però, sofreixen un procés d'empobriment degut al seu gran ús, ja que els pagesos no tenen la possibilitat de deixar-los descansar.
La temperatura és durant tot l'any molt agradable, i se situa entre els 24 °C i els 28 °C. És per aquest motiu que les cases no necessiten cap mena d'aïllament que ajudi al control tèrmic interior. Les activitats per aquest motiu sempre se situen a l'exterior dels habitacles.
Des de les muntanyes de Ruli és possible observar els volcans Virunga, que fan frontera amb el Congo, i on hi ha una reserva de goril·les. Aquests volcans són un referent mundial per la lluita conservacionista, perquè fou la residència de la cièntifica Dian Fossey.
Per les valls de les muntanyes hi circulen nombrosos rius que desemboquen en el Nyabarongo.

## Economia
La població es dedica principalment a l'agricultura, molt sovint de subsistència, on destaquen els cultius de plàtans, pinyes, diferents hortalisses i el cafè. Aquest últim producte compte amb la Rwanda Musasa Cooperative que s'encarrega de la seva recollida i separació per tal d'enviar-ho a empreses on s'elabori el cafè per vendre'l a l'exterior.
Altres cooperatives importants són les dedicades a la confecció de vestits. El vestit tradicional ruandès consisteix en diferents teles estampades de colors vius confeccionades i utilitzades de la forma que cada persona cregui més convenient.
Cal no oblidar que actualment la missió s'ha convertit en un centre de creació de llocs de treball. Actualment ja té una plantilla del voltant de dos-cents treballadors. A l'hospital trobem professionals qualificats (quatre metges i bastants infermers/infermeres).
Per altra banda, quan els camps rendeixen més del que una família consumeix es porta els productes al mercat. Allà els pagesos venen els seus productes i compren productes necessaris per a la llar. Una de les principals lluites de la dona és perquè l'home s'impliqui en la manutenció de la casa, ja que si porta els productes al mercat i els ven, acostuma a gastar-se'ls el mateix dia en oci.

## Arquitectura
L'arquitectura de la regió es troba actualment molt limitada degut als escassos materials de construcció. En general moltes de les cases continuen sent fabricades amb adobs resultants de la combinació de fang i palla. Tot i així, aquest material està sent quasi abandonat davant de les millors possibilitats mecàniques dels maons ceràmics. L'argila és el principal component del sòl, pel que els maons els fabrica la mateixa població deixant-los assecar al sol. Les edificacions, per motius estructurals, mai superen la planta baixa, ja que no podrien suportar les càrregues. La coberta sempre consisteix en una xapa plegada metàl·lica que se sosté sobre bigues de fusta que descansen sobre les parets. Malgrat els paraments verticals no necessiten necessitat alguns d'aïllament, el sostre si que seria convenient que tard o d'hora incorporés algun tipus d'aïllant, tant acústic com tèrmic. Antigament les cobertes eren vegetals, pel que el seu gruix augmentava la inèrcia tèrmica (protegint dels raigs de Sol)i en caure l'aigua de la pluja es reduïa el soroll d'impacte. Ara quan plou a les escoles s'han d'aturar les classe per la impossibilitat d'oir el professor, i només en alguns edificis com l'hospital es col·loca un fals sostre de xapa de fusta que amortigua minimament el so.
En moltes ocasions hom diria que més que edificis els habitatges tenen la tipologia de cabanes, exceptuant les noves construccions de persones més apoderades.
La majoria de les cxases només diposen d'un o dues habitacions, i en general sempre totes tenen un porxo al davant que permet resguardar tant del sol equatorial com de la pluja. Els habitants acostumen a estendre unes estoles fetes de fulles on dormen per les nits. No hi ha instal·lacions de cap mena. L'aigua es va a buscar als dipòsits i s'utilitza en palanganes.
Resulta especialment deficient la seva ventil·lació. Les cases només acostumen a tenir petites finestres en la façana que dona al camí, mentre que en les altres tres són totalment opaques. El fet de ser petites és degut a la forta inseguretat de la regió, i només creixen una mica més si els habitants es poden permetre col·locar-hi reixes metàl·liques. Un altre motiu que coacciona la seva gràndaria és degut a l'abundància de mosquits, que ocasiona que molts cops es prefereixi tenir l'habitació tancada. Tot i així a l'entrega amb la coberta sempre se situen unes peces de ceràmica en gelosia, que permeten ventilar l'habitació una mica, i que si bé en molts llocs ja es tapen amb mosquiteres, en molts altres es deixen obertes, pel que els mosquits entren igualment.

## Urbanisme
Exceptuant els edificis singulars esmentats més amunt només trobem habitatges o petits tallers i botigues. En general es troben sempre al llarg dels camins, fent que sigui difícil considerar que a Ruli hi ha un centre urbà. El poble es va engrandint al llarg dels camins, mai asfaltats, i que van passant a través de les valls. Per motius de seguretat, degut les constants pluges, acostumen a estar situats sempre en els careners. El nucli més important és el de la missió de Ruli, encara que també destaquen altres on es realitzen importants mercats per la regió.
Les carències quant a serveis són absolutes. En cap cas trobem enllumenat públic, els camins sempre es troben en mal estat pel temps i hi ha una total inexistència de servei d'aigua potable així com de clavegueram. La llum arriba a poques cases (i només si aquestes es troben en els camins principals). Només l'hospital i els edificis de la missió disposen de flux constant i adequat d'electricitat. Antigament s'havien instal·lat nombroses plaques solars, que foren robades totes excepte una durant la guerra.
La resta de cases es troben sempre escampades pels camps de conreu, a vegades formant altres petits nuclis, i a vegades absolutament aïllades, pel que és molt dificultosa la seva arribada amb vehicle.